# Torre Erqi
La Torre Erqi o Torre Memoriale Erqi (in caratteri cinesi: 二七纪念塔S, Èrqī JìniàntăP) si trova nel Distretto di Erqi, nel centro città di Zhengzhou, nella provincia dello Henan, in Cina. La torre è alta 63 metri e ha 14 piani.

## Storia
La Torre Erqi è stata completata il 29 settembre 1971. È un memoriale allo sciopero di Erqi, avvenuto il 7 febbraio 1923.
Nel maggio 2020, è stato annunciato che la piazza che circonda la torre verrà ampliata a 21000 metri quadrati e che l'edificio adiacente, la Friendship Mansion (cinese: 友谊 大厦; pinyin: Yǒuyì Dàshà), un edificio di 20 piani, sarà declassato a 6 piani di altezza. Questo progetto sarà realizzato per valorizzare meglio la torre.

## Descrizione

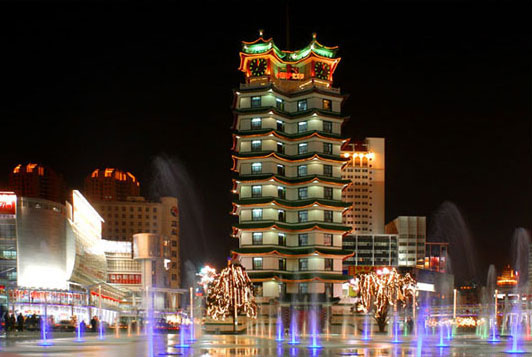
Visione notturna della Torre Erqi

La torre si trova nella Piazza Erqi. È stata costruita in cemento armato ed è realizzata in stile architettonico cinese. La forma della torre, due torri pentagonali congiunte, ha lo scopo di commemorare gli operai dello sciopero di Erqi, che scioperarono durante la costruzione della ferrovia Pechino–Hankou. In cima alla torre c'è una stella rossa a cinque punte. All'interno della torre sono in mostra vari cimeli storici, immagini e materiale scritto sullo sciopero. La torre non è solamente un memoriale, ma anche uno dei luoghi principali di incontro della città.